# In My Mind (Lied)
In My Mind ist ein Lied des australischen Musikduos Feenixpawl und des australischen House-Musikers Ivan Gough aus dem Jahr 2012, in Zusammenarbeit mit der australisch-britischen musizierenden Person Georgi Kay. Größere Bekanntheit erlangte das Lied in einem Mashup des litauischen DJs und Musikproduzenten Dynoro im Jahr 2018, welches als Single zum weltweiten Nummer-eins-Hit avancierte.

## Entstehung und Veröffentlichung
Geschrieben wurde das Lied von den Interpreten Ivan Gough, Georgina Kingsley und dem Duo Feenixpawl (bestehend aus Aden Forté und Joshua Soon) selbst. Mit Ausnahme von Kingsley zeichneten alle Autoren auch für die Produktion verantwortlich.
Die Erstveröffentlichung von In My Mind erfolgte als Single am 30. Januar 2012 bei Axtone Records. Diese erschien in verschiedenen Ausführungen zum Download sowie als physische CD-Single (Katalognummer: AXT 022), häufig mit einem Remix von Axwell als B-Seite.

## Chartplatzierungen
| ChartsChartplatzierungen | Höchstplatzierung | Wochen |
| ------------------------ | ----------------- | ------ |
| Australien (ARIA)        | 29 (5 Wo.)        | 5      |

## Coverversionen

### Dynoro feat. Gigi D’Agostino

#### Entstehung und Veröffentlichung
Im Jahr 2017 veröffentlichte der litauische DJ und Musikproduzent Dynoro ein gleichnamiges Mashup, in dem er neben In My Mind auch auf eine Hookline aus Gigi D’Agostinos L’amour toujours (1999) zurückgriff. Die Erstveröffentlichung von Dynoros Version erfolgte zunächst auf SoundCloud und Spotify. Im Januar 2018 erreichte das Lied zunächst die Top 10 der deutschen und österreichischen Spotify-Charts, wurde jedoch am 27. Januar 2018, vermutlich auf Grund der fehlenden Rechte an den verwendeten Liedern, von allen Plattformen entfernt.
Am 8. Juni 2018 wurde das Lied dann offiziell über B1 Recordings, mit Gigi D’Agostino als Gastmusiker. Durch die Weiterverarbeitung sind neben den Originalautoren zusätzlich Luigino Di Agostino (Gigi D’Agostino), Diego Leoni, Carlo Montagner und Paolo Sandrini Urheber des Stücks. Die Produktion erfolgte durch Edvinas Pechovskis (Dynoro), für den Gesang war Emilija Jokubaityte verantwortlich. Am 8. März 2019 erschien das offizielle Musikvideo zu In My Mind.

#### Rezensionen
Radio Gong 96.3 beschrieb das Lied als grooviger „Dance-Track“, der auf eine Art und Weise sehr mystisch daher komme, jedoch auch Elemente besitze, die gute Laune versprühen würden und halte es für einen absoluter Hinhörer.
Für Matthias Schwarzer der Neuen Westfälischen war In My Mind ein „heißer Anwärter auf den Sommerhit 2018“.

#### Chartplatzierungen
In My Mind erreichte europaweit hohe Chartplatzierungen. Der Song stieg am 15. Juni 2018 auf Platz 17 in die deutschen Singlecharts ein. Nachdem das Lied in der zweiten Chartwoche aus den Top 20 gefallen ist, konnte es sich in den folgenden Wochen wieder steigern und erreichte am 6. Juli 2018 mit Platz sieben erstmals die Top 10. In der sechsten Chartwoche konnte erstmals Platz eins der deutschen Singlecharts erreicht werden, das Lied verbrachte insgesamt elf Wochen auf dieser Spitzenposition. Obwohl Gigi D’Agostino Anfang der 2000er mehrmals vordere Platzierungen in den deutschen Singlecharts erreichen konnte, blieb ihm ein Nummer-eins-Hit in Deutschland verwehrt. Dies gelang ihm nun mit der Beteiligung an In My Mind. In My Mind war in Deutschland zudem der erfolgreichste Song des Jahres 2018. Im Januar 2020 erhielt die Single eine Diamantene Schallplatte für über eine Million verkaufte Exemplare, damit zählt In My Mind zu den meistverkauften Singles in Deutschland. Ende Januar 2018 erreichte die ursprüngliche von Dynoro veröffentlichte Version bereits die österreichischen Singlecharts, fiel aber nach zwei Wochen aus den Charts, da diese Version vom Markt genommen wurde. Die offizielle Veröffentlichung erreichte dann am 22. Juni 2018 die Singlecharts. In der sechsten Chartwoche wurden die Top 10 erreicht, am 24. August 2018 wurde dann ebenfalls Platz eins der österreichischen Singlecharts erreicht. Hier ist es nach La Passion und Super Agostinos dritter Nummer-eins-Hit. In diesen Charts konnte In My Mind acht Wochen die Spitzenposition halten. In der Schweizer Hitparade gelang In My Mind in der sechsten Chartwoche der Sprung auf Platz eins der Schweizer Singlecharts. Auch hier ist es für beide beteiligten Künstler der erste Nummer-eins-Hit. Acht Wochen verbrachte der Song auf Platz eins der Schweizer Singlecharts.
In die britischen Singlecharts stieg In My Mind am 9. August 2018 auf Platz 100 ein. In der achten Chartwoche wurde mit Platz acht erstmals die Top 10 in Großbritannien erreicht. Für beide Künstler ist dies der erste Top-10-Erfolg im Vereinigten Königreich. In My Mind verpasste zwar den Einstieg in die US-amerikanischen Billboard Hot 100, wurde jedoch in den Hot Dance/Electronic Songs auf Platz 13 gelistet. Weitere Nummer-eins-Platzierungen gelangen dem Lied in Belgien, Finnland, Norwegen, Polen, Schweden, Slowakei und Tschechien. Weitere Top-10-Platzierungen gelangen In My Mind in  Dänemark (Platz 6) und Ungarn (Platz 9).
| ChartsChartplatzierungen     | Höchstplatzierung | Wochen |
| ---------------------------- | ----------------- | ------ |
| Deutschland (GfK)            | 1 (71 Wo.)        | 71     |
| Italien (FIMI)               | 11 (36 Wo.)       | 36     |
| Österreich (Ö3)              | 1 (66 Wo.)        | 66     |
| Schweiz (IFPI)               | 1 (74 Wo.)        | 74     |
| Vereinigtes Königreich (OCC) | 5 (27 Wo.)        | 27     |

| ChartsChartplatzierungen | Höchstplatzierung | Wochen |
| ------------------------ | ----------------- | ------ |
| Österreich (Ö3)          | 29 (2 Wo.)        | 2      |

| ChartsJahrescharts (2018)    | Platzierung |
| ---------------------------- | ----------- |
| Deutschland (GfK)            | 1           |
| Italien (FIMI)               | 75          |
| Österreich (Ö3)              | 1           |
| Schweiz (IFPI)               | 4           |
| Vereinigtes Königreich (OCC) | 86          |

| ChartsJahrescharts (2019) | Platzierung |
| ------------------------- | ----------- |
| Deutschland (GfK)         | 19          |
| Österreich (Ö3)           | 29          |
| Schweiz (IFPI)            | 17          |

| ChartsJahrescharts (2010–2019) | Platzierung |
| ------------------------------ | ----------- |
| Österreich (Ö3)                | 9           |

#### Auszeichnungen für Musikverkäufe
In My Mind wurde weltweit bisher zweimal mit Gold, 35 Mal mit Platin und dreimal mit Diamant ausgezeichnet. Damit wurden über 5,9 Millionen Einheiten der Single verkauft (inklusive Premiumstreams).
| Land/Region                  | Auszeichnungen für Musikverkäufe (Land/Region, Auszeichnung, Verkäufe) | Verkäufe  |
| ---------------------------- | ---------------------------------------------------------------------- | --------- |
| Australien (ARIA)            | 2× Platin                                                              | 140.000   |
| Belgien (BRMA)               | 2× Platin                                                              | 80.000    |
| Dänemark (IFPI)              | 3× Platin                                                              | 270.000   |
| Deutschland (BVMI)           | 7× Gold                                                                | 1.400.000 |
| Frankreich (SNEP)            | Diamant                                                                | 333.333   |
| Italien (FIMI)               | 2× Platin                                                              | 100.000   |
| Kanada (MC)                  | 5× Platin                                                              | 400.000   |
| Mexiko (AMPROFON)            | Diamant · + Platin                                                     | 360.000   |
| Neuseeland (RMNZ)            | 3× Platin                                                              | 90.000    |
| Niederlande (NVPI)           | Platin                                                                 | 40.000    |
| Österreich (IFPI)            | 2× Platin                                                              | 60.000    |
| Polen (ZPAV)                 | Diamant                                                                | 100.000   |
| Portugal (AFP)               | Platin                                                                 | 10.000    |
| Schweden (IFPI)              | 4× Platin                                                              | 320.000   |
| Schweiz (IFPI)               | 2× Platin                                                              | 40.000    |
| Spanien (Promusicae)         | 2× Platin                                                              | 120.000   |
| Vereinigte Staaten (RIAA)    | 2× Platin                                                              | 2.000.000 |
| Vereinigtes Königreich (BPI) | 2× Platin                                                              | 1.200.000 |
| Insgesamt                    | 1× Gold · 37× Platin · 3× Diamant ·                                    | 7.063.333 |

### Leony

#### Entstehung und Veröffentlichung
Im Jahr 2025 veröffentlichte die deutsche Popsängerin Leony eine Adaption zu In My Mind unter der Titel By Your Side (In My Mind). Diese griff hierbei auf die Musik und im Refrain auf den Text des Originals zurück, verfasste jedoch mit Koautoren neue Strophen, sodass die Sängerin (Leonie Burger) selbst sowie Michael Burek und Vitali Zestovskih ebenfalls Urheber des Liedes sind. Letztere beiden zeichneten zudem auch für die Produktion verantwortlich. Die Erstveröffentlichung von By Your Side (In My Mind) erfolgte als Single am 10. Januar 2025 bei Kontor Records. Diese erschien als digitaler Einzeltrack zum Download und Streaming. Noch im gleichen Monat erschien ein zweiter Teil des Liedes, der mit dem US-amerikanischen Rapper G-Eazy und dem deutschen DJ Felix Jaehn entstand. Dieser erschien auch als digitaler Einzeltrack am 31. Januar 2025. Am 28. Februar 2025 erschien das Lied als Teil von Leonys zweiten Studioalbum Oldschool Love (Katalognummer: 2913782KON), dessen fünfte Singleauskopplung es ist.

#### Chartplatzierungen
By Your Side (In My Mind) stieg am 14. März 2025 erstmals auf Rang 93 in die deutschen Singlecharts ein und erreichte später Platz 66. Es wurde damit zum 17. Charthit für Leony als Interpretin in Deutschland. Darüber hinaus avancierte das Lied am 7. März 2025 zum Nummer-eins-Hit in den deutschen Airplaycharts, nachdem es zuvor bereits die Chartspitze der New Entry Airplaycharts erreichte.
| ChartsChartplatzierungen | Höchstplatzierung | Wochen |
| ------------------------ | ----------------- | ------ |
| Deutschland (GfK)        | 66 (6 Wo.)        | 6      |